# Holocentropus picicornis
Holocentropus picicornis là một loài Trichoptera trong họ Polycentropodidae. Chúng phân bố ở miền Cổ bắc.